# Награды Мордовии
Государственные награды Республики Мордовия — награды субъекта Российской Федерации учреждённые Главой Республики Мордовия, согласно Законов Республики Мордовия: от 26 апреля 1996 года № 12-З «О государственных наградах республики Мордовия» и от 31 марта 2022 года № 8-З «О государственных наградах Республики Мордовия», а также других законодательных актов о наградах Республики Мордовия.
К государственным наградам Республики Мордовия также приравниваются почётные звания Мордовской АССР, почётные звания Мордовской ССР, почётные грамоты Президиума Верховного Совета Мордовской АССР и Верховного Совета Мордовской ССР.
Награды Республики Мордовия предназначены для поощрения работников учреждений, организаций и предприятий Республики Мордовия, военнослужащих, сотрудников силовых ведомств, а также иных граждан Российской Федерации и граждан иностранных государств, за заслуги перед Республикой Мордовия.

## Государственные награды

### Высшее звание
| Изображение награды                                                                                  | Наименование награды                                     | Дата учреждения                            | Правила награждения | Источник |
| --- | -------------------------------------------------------- | ------------------------------------------ | --- | --- |
| Знак Почётного гражданина вручавшийся до 2005 года Знак Почётного гражданина вручающийся с 2005 года | Почётное звание «Почётный гражданин Республики Мордовия» | 26 апреля 1996 года ––– 30 марта 2005 года | Почётное звание «Почётный гражданин Республики Мордовия» является высшим почётным званием Республики Мордовия и высшей формой награждения Республики Мордовия и присваивается за выдающиеся заслуги перед республикой и Отечеством. Фамилии лиц, удостоенных звания «Почётный гражданин Республики Мордовия», заносятся в специально учреждённую Главой Республики Мордовия «Книгу почётных граждан Республики Мордовия», которая хранится в столице Республики Мордовия городе Саранске в резиденции Главы Республики Мордовия. К присвоению почётного звания «Почётный гражданин Республики Мордовия» представляются лица, награждённые государственными наградами СССР или Российской Федерации и Республики Мордовия. Почётное звание «Почётный гражданин Республики Мордовия» присваивается один раз в год в день образования Республики Мордовия — 10 января. Присвоение звания «Почётный гражданин Республики Мордовия» может производиться посмертно. | Закон Республики Мордовия от 26 апреля 1996 года № 12-З «О государственных наградах Республики Мордовия» ––– (с изменениями на 17 мая 2018 года) ––– |

### Ордена
| Изображение награды | Наименование награды    | Дата учреждения                          | Правила награждения | Источник |
| ------------------- | ----------------------- | ---------------------------------------- | --- | --- |
|                     | Орден Славы I степени   | 26 апреля 1996 года ––– 11 мая 2012 года | Орден Славы является высшей государственной наградой Республики Мордовия. Орденом Славы награждаются граждане за выдающийся вклад в социально-экономическое, культурное развитие республики и прославление Мордовии своими достижениями в Российской Федерации и за рубежом. Орден Славы имеет три степени: - орден Славы I степени; - орден Славы II степени; - орден Славы III степени. К награждению орденом Славы представляются граждане, удостоенные государственных наград СССР, Российской Федерации и Республики Мордовия. Награждённому орденом Славы I степени в ознаменование его трудовых заслуг сооружается бюст с соответствующей надписью, устанавливаемый в Галерее славы Республики Мордовия. | Закон Республики Мордовия от 26 апреля 1996 года № 12-З «О государственных наградах Республики Мордовия» ––– (с изменениями на 17 мая 2018 года) ––– |
|                     | Орден Славы II степени  | 26 апреля 1996 года ––– 11 мая 2012 года | См. «Правила награждения орденом Славы I степени». | Закон Республики Мордовия «О государственных наградах Республики Мордовия» (с изменениями на 17 мая 2018 года) –––                                   |
|                     | Орден Славы III степени | 26 апреля 1996 года ––– 11 мая 2012 года | См. «Правила награждения орденом Славы I степени». | Закон Республики Мордовия «О государственных наградах Республики Мордовия» (с изменениями на 17 мая 2018 года) –––                                   |

### Знаки отличия
| Изображение награды | Наименование награды                                       | Дата учреждения    | Правила награждения | Источник |
| ------------------- | ---------------------------------------------------------- | ------------------ | --- | --- |
|                     | Знак отличия «За смелость и отвагу»                        | 31 марта 2022 года | Знаком отличия «За смелость и отвагу» награждаются граждане за личное мужество, самоотверженность и отвагу, смелые и решительные действия; проявленные при исполнении гражданского или служебного долга при обстоятельствах, сопряженных с риском для жизни и здоровья. Награжденному вручается знак отличия «За смелость и отвагу» и удостоверение, которое имеет номер. Знак отличия «За смелость и отвагу» носится на правой стороне груди. Награждение знаком отличия «За смелость и отвагу» может быть произведено посмертно. Знак отличия «За смелость и отвагу» и удостоверение передаются (вручаются) для хранения как память наследникам без права ношения награды. | Закон Республики Мордовия от 31 марта 2022 года № 8-З «О государственных наградах Республики Мордовия»                                            |
|                     | Знак отличия «За самоотверженный труд»                     | 17 мая 2018 года   | Знаком отличия «За самоотверженный труд» награждаются граждане за самоотверженный труд в области экономики, производства, строительства, сельского хозяйства, науки, культуры и искусства, воспитания и образования, здравоохранения, социальной сферы, физической культуры и спорта, законности и правопорядка, общественной безопасности, а также в других областях трудовой и общественной деятельности и иные заслуги перед государством и Республикой Мордовия. Награждённому вручается знак отличия «За самоотверженный труд» и удостоверение, которое имеет номер. Знак отличия «За самоотверженный труд» носится на правой стороне груди и располагается после знака отличия «За смелость и отвагу». Награждение знаком отличия «За самоотверженный труд» посмертно не производится. | Закон Республики Мордовия от 17 мая 2018 года № 21-З «О внесении изменений в Закон "О государственных наградах..."» ––– Рисунок знака отличия ––– |
|                     | Знак отличия «За безупречную службу в Республике Мордовия» | 31 марта 2022 года | Знаком отличия «За безупречную службу в Республике Мордовия» награждаются граждане, замещающие государственные должности Республики Мордовия, государственные гражданские служащие Республики Мордовия, граждане, замещающие муниципальные должности в Республике Мордовия, муниципальные служащие в Республике Мордовия за безупречную службу в Республике Мордовия более чем 25 лет и значительный вклад в обеспечение реализации полномочий органов государственной власти, государственных органов, органов местного самоуправления. Награждённому вручается знак отличия «За безупречную службу в Республике Мордовия» и удостоверение, которое имеет номер. Знак отличия «За безупречную службу в Республике Мордовия» носится на правой стороне груди и располагается после знака отличия «За самоотверженный труд». Награждение знаком отличия «За безупречную службу в Республике Мордовия» посмертно не производится. | Закон Республики Мордовия от 31 марта 2022 года № 8-З «О государственных наградах Республики Мордовия»                                            |

### Медали
| Изображение награды | Наименование награды | Дата учреждения                | Правила награждения | Источник |
| ------------------- | --- | ------------------------------ | --- | --- |
|                     | Медаль «За заслуги перед Республикой Мордовия»                                                                                  | 17 мая 2018 года               | Медалью «За заслуги перед Республикой Мордовия» награждаются граждане за высокие достижения в государственной, производственной, образовательной, научно-исследовательской, социально-культурной, общественной деятельности, поддержании законности и правопорядка и иной деятельности, способствующей росту благосостояния населения и повышению авторитета Республики Мордовия в Российской Федерации и за рубежом. Награжденному вручается медаль «За заслуги перед Республикой Мордовия» и удостоверение, которое имеет номер. Медаль «За заслуги перед Республикой Мордовия» носится на левой стороне груди и располагается после знака отличия «За самоотверженный труд». ––– Для награждённых медалью предусмотрены социальные гарантии в виде ежемесячной доплаты к страховой пенсии в размере 300 рублей. | Закон Республики Мордовия от 17 мая 2018 года № 21-З «О внесении изменений в Закон "О государственных наградах..."» ––– Рисунок знака –––                                                                          |
|                     | Медаль «За заслуги. В ознаменование 1000-летия единения мордовского народа с народами Российского государства»                  | 17 июля 2012 года              | Медаль «За заслуги...» учреждена в ознаменование 1000-летия единения мордовского народа с народами Российского государства. Медалью «За заслуги. В ознаменование 1000-летия единения мордовского народа с народами Российского государства» награждаются граждане за заслуги в укреплении дружбы народов, межнационального мира и согласия, большой вклад в социально-экономическое развитие Республики Мордовия и активное участие в проведении праздника Тысячелетия. ––– Для награждённых медалью предусмотрены социальные гарантии в виде ежемесячной доплаты к страховой пенсии в размере 300 рублей, которая выплачиваться с 1 января 2013 года. | Закон Республики Мордовия от 17 июля 2012 года № 49-З «О внесении изменений в Закон о государственных наградах Республики Мордовия» –––                                                                            |
|                     | Памятная медаль «За вклад в проведение чемпионата мира по футболу»                                                              | 26 июня 2018 года              | Памятной медалью «За вклад в проведение чемпионата мира по футболу» награждаются граждане Российской Федерации, а также граждане иностранных государств, внёсшие большой вклад в подготовку и проведение матчей чемпионата мира по футболу 2018 года в городе Саранске. Представления к награждению памятной медалью вносят органы государственной власти, государственные органы, органы местного самоуправления, а также территориальные органы федеральных органов государственной власти. Памятная медаль вручается Главой Республики Мордовия или другими должностными лицами от его имени и по поручению в торжественной обстановке. Вместе с памятной медалью вручается удостоверение, которое имеет номер. Памятная медаль носится на правой стороне груди. Повторное награждение памятной медалью не производится. | Указ Главы Республики Мордовия от 26 июня 2018 года № 197-УГ «Об учреждении памятной медали "За вклад в проведение чемпионата мира по футболу"» –––                                                                |
|                     | Памятная медаль «Участник достижения рекордных результатов в сельскохозяйственном производстве Республики Мордовия в 2020 году» | 11 ноября 2020 года            | Памятной медалью «Участник достижения рекордных результатов в сельскохозяйственном производстве Республики Мордовия в 2020 году» награждаются граждане, внёсшие вклад в достижение рекордных результатов в сельскохозяйственном производстве Республики Мордовия в 2020 году. Списки граждан для награждения памятной медалью составляются по установленной форме Министерством сельского хозяйства и продовольствия Республики Мордовия и направляются в Администрацию Главы Республики Мордовия. Награждение памятной медалью производится Главой Республики Мордовия. Порядок вручения памятных медалей определяется Министерством сельского хозяйства и продовольствия Республики Мордовия. Вручение памятной медали производится от имени Главы Республики Мордовия. Вместе с памятной медалью вручается удостоверение. Памятная медаль носится на левой стороне груди. Повторное награждение памятной медалью не производится. | Указ Главы Республики Мордовия от 11 ноября 2020 года № 344-УГ «Об учреждении памятной медали "Участник достижения рекордных результатов в сельскохозяйственном производстве Республики Мордовия в 2020 году"» ––– |
|                     | Памятная медаль «Сурский оборонительный рубеж»                                                                                  | 19 сентября 2023 года (проект) | Памятная медаль Главы Республики Мордовия «Сурский оборонительный рубеж» учреждается в целях поощрения граждан за большой вклад в организацию работ и самоотверженный труд при строительстве Сурского оборонительного рубежа, а также за плодотворную работу по организации и проведению мероприятий, посвященных трудовому подвигу участников строительства Сурского оборонительного рубежа, вклад в сохранение памяти об их трудовом подвиге и его популяризацию. | Проект Указа Главы Республики Мордовия от 19 сентября 2023 года «Об учреждении памятной медали Главы Республики Мордовия "Сурский оборонительный рубеж"» –––                                                       |

### Знаки Главы Республики
| Изображение награды | Наименование награды                                           | Дата учреждения      | Правила награждения | Источник |
| ------------------- | -------------------------------------------------------------- | -------------------- | --- | --- |
|                     | Знак «За исторические свершения»                               | 17 августа 2012 года | Знак «За исторические свершения» — исключительная форма поощрения граждан за особые заслуги перед Республикой Мордовия, выдающиеся достижения в профессиональной и общественной деятельности исторического значения. Награждение знаком «За исторические свершения» производится указом Главы Республики Мордовия и только по инициативе Главы Республики Мордовия. Знаком «За исторические свершения» могут быть награждены граждане других государств и субъектов Российской Федерации. Знак «За исторические свершения» вручается Главой Республики Мордовия или лицами, уполномоченными им. Вместе со знаком вручаются удостоверение и свидетельство. Подготовку проекта указа Главы Республики Мордовия о награждении знаком «За исторические свершения» и учёт награждённых осуществляет сектор наград Управления государственной службы Администрации Главы Республики Мордовия. | Указ Главы Республики Мордовия от 17 августа 2012 года № 243-УГ «Об учреждении знака "За исторические свершения"»                                                             |
|                     | Почётный знак «За личный вклад в развитие Республики Мордовия» | 24 апреля 2018 года  | Почётный знак Главы Республики Мордовия «За личный вклад в развитие Республики Мордовия» является формой поощрения граждан за достижение высоких показателей в промышленности, строительстве, сельском хозяйстве, связи, энергетике и на транспорте, здравоохранении, науке, образовании, культуре, искусстве, физической культуре и спорте, за укрепление законности и правопорядка, за плодотворную благотворительную и общественную деятельность, связанных с существенным повышением уровня социально-экономического развития Республики Мордовия. Почётным знаком могут награждаться граждане Российской Федерации, иностранные граждане и лица без гражданства. Лицо, представляемое к награждению Почётным знаком, должно соответствовать следующим требованиям: - наличие профессиональных заслуг в соответствующей сфере деятельности; - наличие ведомственных наград или наград органов местного самоуправления в Республике Мордовия. Почётный знак носится на правой стороне груди. Повторное награждение не производится. | Указ Главы Республики Мордовия от 24 апреля 2018 года № 160-УГ «Об учреждении Почётного знака Главы Республики Мордовия "За личный вклад в развитие Республики Мордовия"» ––– |
|                     | Почётный знак «Доброволец (волонтёр) Республики Мордовия»      | 23 мая 2019 года     | Почётный знак Главы Республики Мордовия «Доброволец (волонтёр) Республики Мордовия» является формой поощрения граждан за развитие добровольческой (волонтёрской) деятельности в Республике Мордовия. Почётным знаком награждаются добровольцы (волонтёры) Республики Мордовия, не более 10 человек в год. Инициаторами награждения Почётным знаком вправе выступать трудовые коллективы организаций независимо от их организационно-правовой формы, общественные организации и объединения, органы государственной власти, государственные органы, органы местного самоуправления, а также территориальные органы федеральных органов государственной власти. Почётный знак носится на правой стороне груди. Повторное награждение не производится. | Указ Главы Республики Мордовия от 23 мая 2019 года № 124-УГ «Об учреждении Почётного знака Главы Республики Мордовия "Доброволец (волонтёр) Республики Мордовия"»             |

### Почётные звания
| Изображение награды                         | Наименование награды                | Дата учреждения     | Правила награждения | Источник |
| ------------------------------------------- | ----------------------------------- | ------------------- | --- | --- |
| Образец нагрудного знака к Почётным званиям | Почётные звания Республики Мордовия | 26 апреля 1996 года | Почётные звания Республики Мордовия присваиваются за большие заслуги в развитии республики, высокое профессиональное мастерство и многолетний добросовестный труд в различных областях жизнедеятельности на благо народа Республики Мордовия. Почётное звание «Народный» присваивается, не ранее чем через пять лет после присвоения почётного звания «Заслуженный». Лицам, удостоенным почётных званий Республики Мордовия, вручаются грамота и нагрудный знак установленного образца. | Закон Республики Мордовия от 26 апреля 1996 года № 12-З «О государственных наградах Республики Мордовия» ––– |

### Грамоты и благодарности
| Изображение награды | Наименование награды                 | Дата учреждения     | Правила награждения | Источник                                                                                                 |
| ------------------- | ------------------------------------ | ------------------- | --- | --- |
|                     | Почётная Грамота Республики Мордовия | 26 апреля 1996 года | Почётной Грамотой Республики Мордовия награждаются отдельные работники и группы трудящихся за достижения в различных областях производственной, социально-культурной, государственной и общественной деятельности в республике и иные заслуги. Почётной Грамотой Республики Мордовия районы, города и другие населённые пункты не награждаются. Награждение Почётной Грамотой Республики Мордовия повторно производится только в исключительных случаях. Награждённым вручается Почётная Грамота Республики Мордовия установленного образца. | Закон Республики Мордовия от 26 апреля 1996 года № 12-З «О государственных наградах Республики Мордовия» |

## Ведомственные награды
| Изображение награды | Наименование награды                    | Дата учреждения    | Правила награждения | Источник |
| ------------------- | --------------------------------------- | ------------------ | --- | --- |
|                     | Медаль «Доблесть, честь, слава»         | 2016 год           | Медалью МВД по Республике Мордовия «Доблесть, честь, слава» награждаются сотрудники органов внутренних дел России за добросовестную службу, самоотверженность, мужество и отвагу, проявленные при охране общественного порядка, в борьбе с преступностью, спасении людей во время стихийных бедствий, пожаров, катастроф и других чрезвычайных ситуаций, а также за смелые и решительные действия, совершённые при исполнении служебного долга в условиях, сопряжённых с риском для жизни. | Приказ Министра внутренних дел по Республике Мордовия ––– |
|                     | Знак отличия МВД по Республике Мордовия | 2016 год           | Знаком отличия МВД по Республике Мордовия награждаются сотрудники органов внутренних дел за образцовое выполнение служебного долга, безупречное поведение, неукоснительное соблюдение законности, надежную охрану законных интересов и прав граждан от преступных посягательств. | Приказ Министра внутренних дел по Республике Мордовия |
|                     | Медаль «За межнациональное согласие»    | 16 марта 2016 года | Медаль «За межнациональное согласие» является высшей ведомственной наградой Министерства по национальной политике Республики Мордовия. Медалью награждаются лица, внесшие значительный и неоспоримый вклад в реализацию государственной национальной политики по направлениям: - упрочение общероссийского гражданского самосознания и духовной общности многонационального народа Российской Федерации; - сохранение и развитие этнокультурного многообразия народов России; - эффективная работа по сохранению, развитию и популяризации родных языков и национальной культуры; - гармонизация межнациональных и межконфессиональных отношений; - реализация мероприятий по социальной и культурной адаптации и интеграции мигрантов; - успешная реализация социально значимых мероприятий, направленных на реализацию положений государственной национальной политики, укрепление и развитие межэтнического и межконфессионального сотрудничества, содействия духовному развитию личности. | Приказ Министра по национальной политике Республики Мордовия от 16 марта 2016 года № 10 «О ведомственных наградах министерства по национальной политике Республики Мордовия» ––– |